# Lato (obraz Caspara Davida Friedricha)
Lato (niem. Sommer) – obraz namalowany w 1807 przez niemieckiego malarza romantycznego, Caspara Davida Friedricha. Jest to jeden z pierwszych obrazów olejnych artysty. Dzieło przechowywane jest w monachijskim muzeum – Nowej Pinakotece.
Przedstawione na obrazie łagodne zbocza i linia rozciągającego się w nieskończoność horyzontu nawiązują do malarstwa pejzażowego z XVII w. Gęste listowie okrywające drzewa na wzgórzu i zbocza po lewej stronie pełnią funkcję rekwizytów współtworzących kompozycję. Pomysł został zapożyczony od klasycznych pejzażystów, jak Claude Lorrain i Nicolas Poussin. Dwoje kochanków w miłosnym uścisku pod pergolą i dwa gołębie wśród gałęzi podkreślają symboliczną wymowę obrazu. Pejzażysta przedstawia alegorię miłości ziemskiej i płodności, ukazane w bogactwie roślinności.